# Victor Dalbiez
 (juillet 2022).
Victor Dalbiez est un homme politique français, né le 23 juin 1876 à Corneilla-de-Conflent (Pyrénées-Orientales) et mort le 29 avril 1954 aux Pavillons-sous-Bois (Seine). Il est maire de Perpignan de 1929 à 1935, député puis sénateur des Pyrénées-Orientales et ministre des régions libérées entre 1924 et 1925.

## Biographie
Issu d’une famille républicaine — son père, maire de Corneilla-de-Conflent, avait été révoqué à la suite de la crise du 16 mai 1877 — Victor Dalbiez fait ses études à Perpignan puis entre dans l’administration des contributions indirectes. Il se prépare à la vie publique en rédigeant des articles politiques et économiques pour un quotidien régional, Le Petit Catalan, et devient directeur de La Montagne. C’est à cette époque qu’il s’inscrit au Parti républicain radical et radical-socialiste.
Il est élu conseiller général du canton Est de Perpignan le 12 septembre 1909 puis, à l’occasion d’une élection partielle provoquée par le décès de Jean Bourrat, député de la deuxième circonscription de Perpignan (17 octobre 1909), il est élu à ce siège par 6445 voix sur 8907 votants, contre 2501 à M. Payrat, socialiste unifié. Victor Dalbiez sera réélu au deuxième tour de scrutin le 8 mai 1910 par 6701 voix sur 13 439 votants contre 6544 à M. Rameil, et au premier tour le 26 avril 1914 par 7003 voix sur 11 266 votants contre 3857 à M. Sèbe.
Inscrit au groupe radical-socialiste, le nouvel élu soutient les Ministères de gauche. Originaire d’un département producteur de vin, il s’intéresse tout naturellement à la politique viticole mais intervient aussi à propos de questions sociales ou financières. C’est ainsi qu’il défend la réintégration des cheminots révoqués pour faits de grève par les compagnies privées (1911). Lors de l’interpellation de M. Dubois sur la politique financière du Gouvernement — Joseph Caillaux était alors ministre des Finances — il affirme que le projet d’impôt sur le capital sera bientôt en état (27 février 1914).
À la déclaration de guerre, il est caporal au 126e régiment d’infanterie territoriale. Il est promu sous-lieutenant le 7 février 1915.

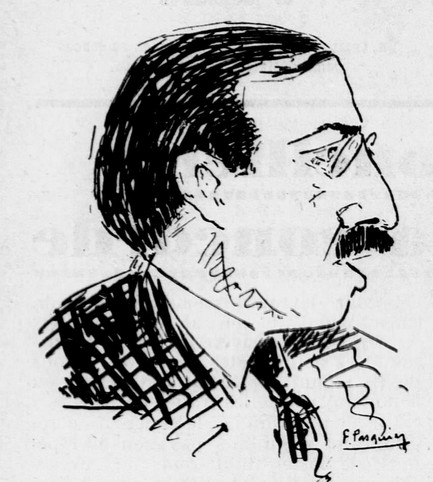
Caricature de Victor Dalbiez en 1929

Au cours de la onzième législature, Victor Dalbiez déploie une grande activité et se montre un patriote particulièrement intransigeant. Dans sa profession de foi, il se prononce pour l’impôt personnel sur le revenu et sur le capital, pour le système de la nation armée et le retour à la loi de deux ans, pour l’amélioration du sort des travailleurs et s’affirmait ardent défenseur de la laïcité intégrale. Membre de la Commission des boissons, de la Commission de l’armée et de la Commission de la législation fiscale, il est l’auteur de plusieurs propositions de résolution : pour la création d’une Commission chargée d’étudier les réparations dues aux départements envahis (1915), pour faciliter l’accès au grade de sous-lieutenant des sous-officiers qui ont prouvé leur aptitude au commandement dans les formations combattantes (1916), pour inviter le gouvernement à n’affecter les hommes de la classe 1888 dans les usines qu’après que les pères des familles les plus nombreuses y auront été appelés et à retarder, en conséquence, l’appel de la classe 1888 (1916), pour maintenir sur la liste de l’assistance obligatoire aux vieillards, infirmes et incurables, ceux qui sont admis au bénéfice de la loi du 5 août 1914 sur les allocations (1916), pour prescrire la présentation, devant la Commission de réforme, des convalescents ou permissionnaires du front susceptibles d’être réformés ou versés dans le service auxiliaire (1916), pour accorder aux mobilisés des armées de mer les mêmes avantages pour la démobilisation qu’aux mobilisés des armées de terre (1919), pour supprimer l’organisation militaire des brigades du service actif des douanes (1919).
En 1915, il dépose trois propositions de loi. Les deux premières tendent : à réprimer l’exportation frauduleuse de produits ou objets dont la sortie a été prohibée comme contraire aux intérêts de la défense nationale ; à venir en aide aux habitants du département des Pyrénées-Orientales victimes de l’inondation. La troisième est passée à la postérité sous le nom de « Loi Dalbiez » et avait pour objet d’assurer une juste répartition et une meilleure utilisation des hommes mobilisés ou mobilisables. La discussion d’urgence, demandée par la Commission de l’armée, commença le 4 juin 1915 et se termina le 26 juin. La proposition fut adoptée à l’unanimité des 488 votants. Comme le rappelait son auteur dans une intervention en cours de discussion, « la collaboration (du Parlement) que nous estimions nécessaire… nous est venue spontanément, non seulement de la Commission de l’armée, mais du pays tout entier, sous la forme de milliers de lettres ». L’opinion publique donnait à cette loi un sens précis : la révision sérieuse de la situation militaire de tous ceux qui, pour des raisons diverses, avaient été dispensés de se rendre au front ou même qui n’avaient pas quitté leurs foyers, et qui étaient désignés globalement par le terme d’ « embusqués ». En 1918, Victor Dalbiez dépose également trois propositions de loi : tendant à ordonner la levée de l’état de siège sur tout le territoire français ; tendant à abroger la loi du 5 août 1914 réprimant les indiscrétions de la presse en temps de guerre ; tendant à assurer la démobilisation des armées de terre et de mer. La fin des hostilités le montre particulièrement préoccupé d’assurer au plus vite la reprise de l’activité économique dans le pays. Il intervient dans ce sens à la tribune. Il est également soucieux de restaurer les conditions d’une vie politique normale dans le pays. « Nous demandons instamment la restitution des libertés publiques », déclare-t-il lors de la discussion de diverses propositions de loi relatives à la levée de l’état de siège et à l’abrogation de la censure (8 juillet 1919). La discussion de son interpellation sur la nécessité de hâter la démobilisation de toutes les classes de la réserve afin de procéder sans retard aux élections est renvoyée sine die à la demande du Gouvernement. Battu, Victor Dalbiez s’écrie : « ils ne veulent pas faire les élections ». En 1918, il avait été nommé secrétaire de la coalition républicaine destinée à regrouper tous les militants des partis de gauche.
Aux élections générales du 16 novembre 1919 qui se déroulèrent au scrutin de liste, Victor Dalbiez ne fut pas réélu. Il eut 40 voix de moins que son second de liste M. Rameil, qui fut élu au quotient électoral avec 15 068 voix sur 37 410 votants et fut seul à représenter l’Union des groupes républicains de gauche tandis que la liste d’Union républicaine nationale pour l’ordre et la prospérité du pays obtenait trois sièges. Mais il retrouve son siège aux élections du 11 mai 1924 et la liste du Cartel des gauches qu’il conduit enlève les trois sièges à la majorité absolue. La formule « rendre la République aux Républicains », employée par le Cartel, avait été adoptée par les électeurs du Roussillon. Victor Dalbiez, tête de liste, obtient 25 816 voix sur 48 484 votants.
Au lendemain de l’élection de Gaston Doumergue à la Présidence de la République, Édouard Herriot est appelé pour la première fois à la présidence du Conseil (14 juin 1924). Il donne à Victor Dalbiez le portefeuille des Régions libérées que ce dernier gardera jusqu’à la chute du cabinet le 17 avril 1925.
La tâche est difficile au moment où se pose avec acuité la question des dommages de guerre et des réparations en nature. À l’occasion de la discussion d’un projet de loi portant ouverture des crédits provisoires au titre du budget spécial des dépenses recouvrables (28 juin 1924) le ministre des régions libérées répond aux défenseurs des petits et moyens sinistrés et réaffirme la volonté du gouvernement de « poursuivre une politique des réparations en nature aussi efficace que possible ». Il soutient avec succès le budget de son ministère pour l’exercice 1925, budget qui fait désormais partie intégrante du budget général.
Le premier cabinet Herriot ayant été renversé le 17 avril 1925, Victor Dalbiez reprend son siège de député. Lors de la discussion d’interpellations relatives à la Syrie — Aristide Briand est président du Conseil et ministre des Affaires étrangères — il apporte les voix de son groupe à l’ordre du jour favorable au gouvernement. Mais, en juillet 1926, alors qu’Aristide Briand est pour la dixième fois — et la troisième fois consécutive — président du Conseil, Victor Dalbiez vote contre l’ordre du jour accepté par le gouvernement et qui clôt les interpellations sur la politique financière. Aristide Briand avait fait entrer dans son cabinet comme vice-président et ministre des finances, Joseph Caillaux. À la fin de l’année, Victor Dalbiez sollicite et obtient un congé.
Maire de Perpignan et président du conseil général des Pyrénées-Orientales, il est élu sénateur au premier tour de scrutin le 9 janvier 1927 par 252 voix sur 488 votants et se démet de son mandat de député. Il s’inscrit au groupe de la gauche démocratique de la Haute assemblée.
Membre de la Commission de l’armée, il dépose deux rapports, le premier portant approbation de la cession amiable à la commune de Collioure des glacis du château déclassé de cette place, le second autorisant la suppression de l’hôpital militaire de Perpignan (2 juin 1931). Cette même année, il intervient lors de la discussion du budget de l’exercice 1931-1932, sur l’agriculture et la marine marchande. À partir de 1932, il fait partie également de la Commission des affaires étrangères. Il dépose (30 novembre 1932), avec plusieurs de ses collègues, une proposition de loi tendant à donner certaines garanties aux communes dans leurs relations avec les caisses départementales d’aménagement des lotissements défectueux. En 1934, il intervient notamment lors de la discussion du projet de loi relatif aux droits de douane sur les vins de Porto et de Madère et dépose plusieurs amendements au projet de loi sur l’assainissement du marché du vin. En 1935, il fait partie d’une troisième commission, la Commission de comptabilité.
Lors du renouvellement triennal du 20 octobre 1935, Victor Dalbiez n’est pas réélu. Les deux nouveaux sénateurs des Pyrénées-Orientales appartiennent au parti socialiste SFIO. Ils ont été élus au deuxième tour de scrutin, Jean Payra avec 270 voix, Georges Pezières avec 263 voix, contre 101 voix à Victor Dalbiez sur 505 votants. Jean Payra avait d’ailleurs remplacé Victor Dalbiez à la mairie de Perpignan et à la présidence du conseil général.
Victor Dalbiez est mort aux Pavillons-sous-Bois (département de la Seine, aujourd'hui en Seine-Saint-Denis) le 29 avril 1954, âgé de 78 ans.
Il est inhumé au Cimetière des Batignolles à Paris.

## Texte de la "Loi Dalbiez"
Loi assurant la juste répartition et une meilleure utilisation des hommes mobilisés ou mobilisables
[1] Chambre des députés : Dépôt ler avril 1915, no 835; Rapport de M. Paté le 20 mai 1915, no 936; Rapport supplémentaire de M. Paté le 18 juin 1915, no 1026; .Adoption le 26 juin 1905. - Sénat : Transmission le 29 juin 1915. no 232; Rapport de M. Chéron le 29 juillet 1915, no 279; Adoption avec modifications le 11 août 1915. - Chambre des députés : Retour le 12 août 1915, no 1203; Rapport de M. Paté le 13 août 1915 et adoption le même jour.